# Bộ Rêu than
Funariales là một bộ rêu trong ngành Bryophyta.

## Họ
- Disceliaceae (1 loài)
- Funariaceae (khoảng 300 loài)